# NGC 1508
NGC 1508 је спирална галаксија у сазвежђу Бик која се налази на NGC листи објеката дубоког неба.
Деклинација објекта је + 25° 24' 33" а ректасцензија 4h 5m 47,6s. Привидна величина (магнитуда) објекта NGC 1508 износи 14,6 а фотографска магнитуда 15,3. NGC 1508 је још познат и под ознакама MCG 4-10-21, CGCG 487-21, NPM1G +25.0119, PGC 14454.